# Dominikanorden
Dominikanorden är en katolsk mendikantorden instiftad 1215 i Toulouse av den unge spanske prästen Domingo de Guzman (latiniserat Dominicus). Ordens formella latinska namn är Ordo (fratrum) praedicatorum (Predikarorden), förkortat OP. Ordens motto är Laudare, Benedicere, Prædicare (Lovprisa, Välsigna, Predika). Den antog augustinregeln 1216 och fick 22 december samma år, med bullan  Religiosam vitam, stadfästelse av påven Honorius III. Till augustinregeln lägger Dominikanorden egna konstitutioner. 
Som en följd av katarernas framgångar inrättade påven Innocentius III inkvisitionen, för vilken den nybildade Dominikanorden tillsammans med Franciskanorden fick ansvaret. Den senare orden deltog dock inte i någon större utsträckning. Dominikanerna, på latin Dominicani, fick genom en ikonografiskt produktiv ordlek smeknamnet Domini canes, "Herrens hundar".
Dominikanordens bröder och systrar bär vita dräkter.

## Dominikanorden i nuvarande Sverige
Inom katolska kyrkan finns i Sverige två grenar av dominikansystrar, Dominikansystrarna CRSD i Stockholm med två kommuniteter och Dominikansystrarna SMdT i Rögle kloster utanför Lund, samt ett manligt konvent, Sankta Maria Magdalena konvent i Lund  Det finns också två grupper med lekmannadominikaner verksamma i Stockholm och Lund.

### Brödrakonvent under medeltiden

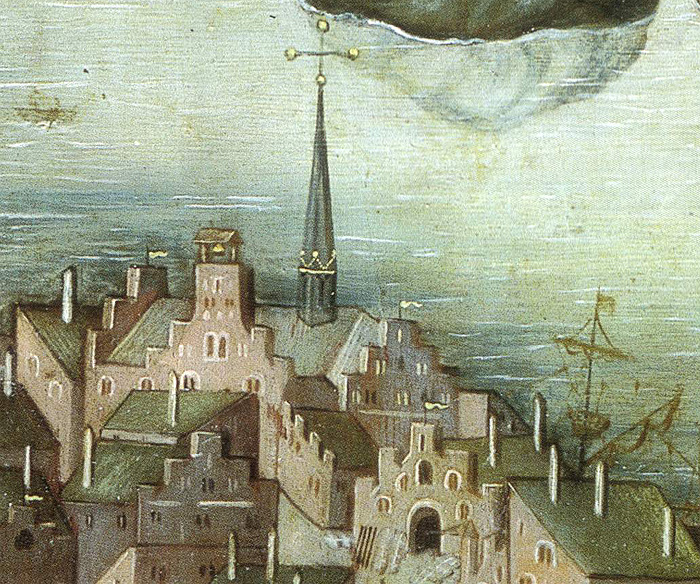
Svartbrödraklostret i Stockholm på Vädersolstavlan 1535.

- Lunds konvent, Skåne, Danmark, etablerades 1222
- Kalmar konvent, Småland, etablerades 1237−1268.
- Sigtuna konvent, Uppland, etablerades 1237−1268.
- Skara konvent, Västergötland, etablerades 1237−1268.
- Skänninge konvent, Östergötland, etablerades 1237−1268.
- Strängnäs konvent, Södermanland, etablerades 1237−1268.
- Västerås konvent, Västmanland, etablerades 1237−1268.
- Åbo konvent, Egentliga Finland, etablerades 1237−1268.
- Lödöse konvent, Västergötland, etablerades 1243.
- Svartbrödraklostret i Halmstad,  Danmark, 1200-talet.
- Åhus konvent, Skåne, Danmark, omnämns första gången skriftligt 1254
- Svartbrödraklostret i Stockholm, etablerades under 1340-talet
- Viborgs konvent, Viborg, Karelen, slutet av 1300-talet eller början av 1400-talet.

### Systrakonvent under medeltiden
- Kalmar nunnekloster, Småland, 1299
- Skänninge konvent, Östergötland, senare hälften av 1200-talet

## Dominikanerna och inkvisitionen
Dominikanerna byggde upp inkvisitionen under Albigenserkriget (katarerna kallades för albigenser i södra Frankrike). Katarernas lära var strängt dualistisk, och de avvisade därför de katolska ceremonierna och riterna som materialistiska och som skadliga för själen. Den inre kretsen bestod av perfecti (latin = "fullkomliga"). Dessa var oftast äldre medlemmar som levde i fullständig celibat och obeveklig självförsakelse. Det fanns en yttre krets av credentes (latin = "troende") som såg till att de överlevde, eller som vårdade dem medan de svälte sig till döds. Katarerna hade en enda ceremoni som kallades consolamentum (latin = "tröst"). Den bestod av en rad böner varigenom någon upptogs i kretsen av perfecti. Ofta skedde detta på dödsbädden, och tack vare vården från credentes var det förmodligen en lindrigare och snabbare död än många i deras samtid kunde hoppas på. Dominikanorden tillkom samtidigt som massmorden på Albigenserna i Languedoc södra Frankrike 1209-1244, då tusentals brändes levande, ibland hundratals åt gången på stora bål.
Dominikanorden skapade i samband med denna "religiösa rensning" det som nu är känt som inkvisitionen, med det uttalade syftet att upprätthålla den romersk-katolska kyrkans behov av kontroll över kättare som trotsade Rom. På kort tid byggdes en hänsynslöst effektiv organisation. Med hjälp av de tusentals förhör, som alltid innefattade tortyr, byggde dominikanerna på 1200-talet upp en institutionell minnesbank med ett mycket omfattande arkiv över alla som angavs under förhören och "bekännelserna". Trots ett till synes imponerande resultat var det bara en mindre grupp inom dominikanorden som var inblandade i inkvisitionen. 
Inkvisitionen var 1200-talets underrättelsetjänst och den största och effektivaste som den mänskliga historien dittills skådat. Deras databas blev samtidigt en maktfaktor inom den katolska kyrkan; namn på munkar från andra ordnar och andra medtroende kunde mycket väl finnas i deras arkiv, vilket medförde att ingen kunde känna sig säker. Dominikanerna dominerade fortfarande inkvisitionen när Tempelriddarorden utrotades i slutet av 1200-talet och hundratals franciskanmunkar kastades på bålet i början av 1300-talet.
Liksom franciskanerna var dominikanerna inte bundna till kloster utan till större provinser, vilket gav dem stor rörelsefrihet. Klostren kallades egentligen för konvent. De kunde färdas från konvent till konvent och stanna för den tid de behövde för att samla in information till inkvisitionens arkiv.

## Karakteristik

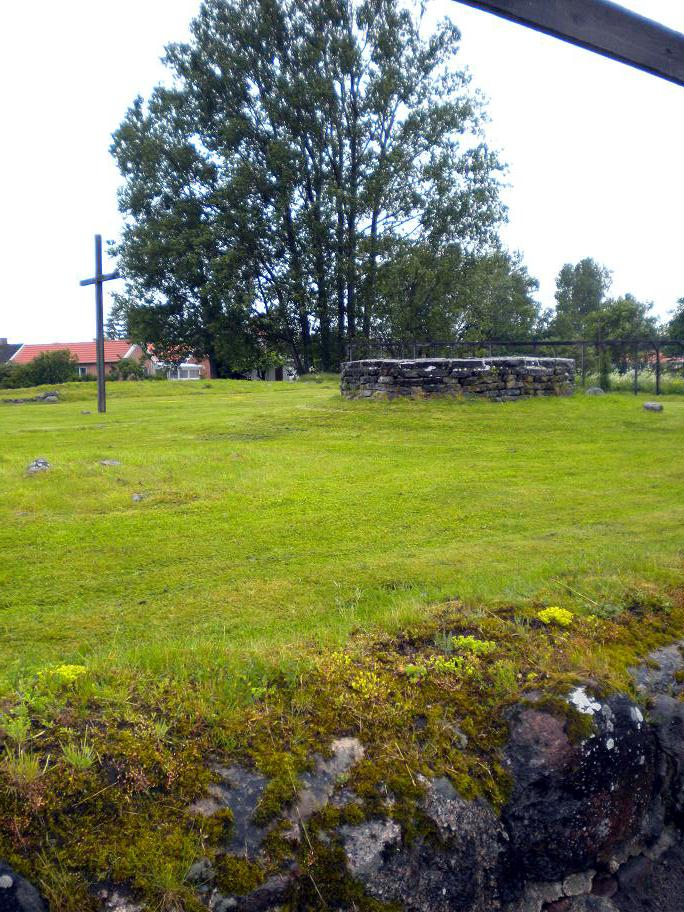
Ruinerna efter Sankta Ingrids kloster i Skänninge.

Dominikanorden är en katolsk så kallad tiggarorden (vandrande munkar), liksom franciskanorden. Medlemmarna kallas ibland svartbröder eller svartmunkar, till skillnad från franciskanerna som kallas gråbröder eller gråmunkar, då de hade olika färg på sina kåpor.
Svartmunkar är dock en missvisande beteckning, eftersom dominikanorden inte var eller är en munkorden, utan ett kyrkligt samfund vars mål är att utbreda den kristna tron, främst genom predikan (därav namnet). En predikarebroder kan när som helst flyttas från ett ordenshus till ett annat efter behov.
Under 1200-talet anlades dominikankonvent runtom i Europas städer, också i Norden. Ett stort värde lades på studier och vetenskaplig utbildning, och dominikanerna fick en stark ställning vid de nya universiteten runt om i Europa. Dominikanernas främsta teologer var Albertus Magnus och Thomas av Aquino. Dominikanska teologer (Chenu, Yves Congar) spelade en betydande roll under Andra vatikankonciliet. 
Till Norden kom dominikanerna redan år 1222 när de grundade ett konvent i Lund, därefter fram till och med år 1300 öppnades det konvent i Visby (1228), Ribe (1228), Nidaros (1234), Roskilde (1234), Skänninge (1237), Sigtuna (1237), Skara (1239), danska Viborg (1239), Århus (1239), Odense (1239), Slesvig (1239), Oslo (1240), Lödöse (1243), Åhus (1243), Kalmar (1243), Bergen (cirka 1244), Västerås (1244), Reval (1248), Åbo (1248), Vordingborg (1253), Haderslev (1254), Halmstad (1264), S. Agnes Roskilde (1264), Strängnäs (1268), Helsingborg (1275), Holbæk (1275), S. Martin Skänninge (1281), Næstved (1291) och S. Johannes döp (1300). 
Vordingborgs konvent är troligtvis nedlagt före år 1291 och flyttat till Næstved. Dagens dominikankonvent i Lund grundades 1947.
Orden missionerade flitigt i de nyupptäckta världsdelarna Amerika och Australien.

## Kända dominikaner
- Alanus de Rupe
- Thomas av Aquino
- Albertus Magnus
- Mäster Eckehart
- Henrik Suso
- Johannes Tauler
- Petrus de Dacia
- Petrus Olavi
- Anders Piltz
- Georges Pire
- Tomás de Torquemada
- Peter Georg Niger